# Posthemman
Posthemman kallades de gårdar som skulle förse postryttare med utvilade hästar så att posten skulle kunna ha en snabb gång genom landet.
Enligt Sveriges första postförordning från 1636 skulle så kallade postbönder se till att posten kom fram. Postbönderna var bosatta 2–3 mil från varandra längs de stora vägarna i Sverige. Så snart som bonden hörde posthornet, hade han till uppgift att "göra sig färdig att straxt anamma brefven af honom och dermed oförtöfvadt genom natt och dag, oaktadt hvad väder som vara kan, vidare fortlöpa" minst en mil på två timmar. I vanliga fall anförtroddes detta arbete åt en av gårdens drängar.
Postryttaren skulle bära ett vapenmärke samt ett spjut och posthorn. Att ofreda den som utförde arbetet var belagt med dödsstraff.